# Acromyrmex silvestrii
Acromyrmex silvestrii é uma espécie de inseto do gênero Acromyrmex, pertencente à família Formicidae.
Fora a subespécie padrão, Forel descreveu a subespécie A. silvestrii bruchi em 1912.